# Рочен, Милан
Милан Рочен (черног. Milan Roćen; род. 23 ноября 1950 года, Жабляк) — черногорский политик и дипломат.

## Биография
Изучал журналистику на факультете политических наук Белградского университета.
В 1976–1979 годах он работал журналистом еженедельника Ekonomska politka в Белграде. С 1979 по 1988 был членом, а затем начальником штаба Центрального комитета Союза коммунистов Черногории. С 1988 по 1992 год занимал должность заместителя министра Черногории.
С 1992 по 1997 год он был полномочным министром по политическим вопросам в посольстве бывшей Республики Югославии в Москве. С 1997 по 1998 год, и в 2003 году был политическим советником премьер-министра Черногории. В 1998–2003 работал советником Президент Черногории по вопросам внешней политики. В то же время он был специальным посланником президента в Париже, Лондоне, Бонне, Берлине, Вене и Москве.
В 2003-2006 он работал послом Сербии и Черногории в России, а также, по совместительству, в Казахстане, Узбекистане, Кыргызстане, Таджикистане, Туркменистане и Грузии).
В феврале 2006 года назначен руководителем советников премьер-министра Черногории Мило Джукановича и был ответственным за организацию референдума о независимости 21 мая 2006 года. 10 ноября 2006 года он был назначен министром иностранных дел в правительстве Желько Штурановича. Продолжал работать в следующих правительствах Мило Джукановича и Игора Лукшича (до 10 июля 2012 года).

## Ссылка
- Predsjednik Vlade Crne Gore